# EB 111O
Die zweiachsigen offenen Güterwagen nach Musterblatt 111O in Ganzstahlbauweise wurden von den Belgischen Staatsbahnen (Chemins de fer de l’État belge, abgekürzt EB, auch L’État belge) 1896 konstruiert und überwiegend für den Transport von Kohle verwendet.

## Geschichte
1896 und 1898 ließen die EB bei Ateliers métallurgiques und anderen Wagenbauanstalten insgesamt 853 zweiachsige Kohlenwagen in Stahlbauweise mit Bremserhaus und 15 t Ladegewicht bauen. Im Vergleich zu anderen Baureihen, die um dieselbe Zeit entstanden, wie beispielsweise den Wagen nach Musterblatt 111E, waren diese Wagen mit einer Länge über Puffer von 6791 mm sehr kurz und hatten daher auf jeder Längsseite nur eine Doppeltüre. Die Wagen waren einer Weiterentwicklung der ab 1888 gebauten Wagen gleicher Bauart ohne Bremserhaus nach Musterblatt 111B.
Alle Wagen wurden vor 1956 außer Dienst gestellt.
Die Wagen waren ursprünglich bronzebraun gestrichen und hatten eine weiße Beschriftung. Bei der SNCB bekamen sie später die dann übliche grüne Farbgebung.